# Ernsta colotes
Ernsta colotes is een vlinder uit de familie van de dikkopjes (Hesperiidae). De wetenschappelijke naam van de soort is voor het eerst gepubliceerd in 1875 door Herbert Druce.
De soort komt voor in Saoedi-Arabië, Oman, Jemen, Ethiopië, Somalië, Oeganda, Kenia, Tanzania, Angola, Zambia, Mozambique, Zimbabwe, Botswana, Namibië, Zuid-Afrika en Swaziland.